# UFC Fight Night: Allen vs. Curtis 2
UFC Fight Night: Allen vs. Curtis 2 (conosciuto anche come UFC Fight Night 240, UFC on ESPN + 98 oppure UFC Vegas 90) è stato un evento di arti marziali miste tenuto dalla Ultimate Fighting Championship il 6 aprile 2024 all'UFC Apex di Las Vegas, negli Stati Uniti.

## Risultati
|                  | Divisione               |                    |                 |                      | Metodo                                               | Round           | Tempo           | Premio          |
| Card Principale  | Card Principale         | Card Principale    | Card Principale | Card Principale      | Card Principale                                      | Card Principale | Card Principale | Card Principale |
| ---------------- | ----------------------- | ------------------ | --------------- | -------------------- | ---------------------------------------------------- | --------------- | --------------- | --------------- |
|                  | Pesi medi               | Brendan Allen      | batte           | Chris Curtis         | Decisione non unanime (47–48, 48–47, 49–46)          | 5               | 5:00            |                 |
|                  | Catchweight (147.5 lbs) | Damon Jackson      | batte           | Alexander Hernandez  | Decisione non unanime (27–30, 29–28, 29–28)          | 3               | 5:00            |                 |
|                  | Pesi piuma              | Chepe Mariscal     | batte           | Morgan Charrière     | Decisione non unanime (29–28, 27–30, 29–28)          | 3               | 5:00            | FOTN            |
|                  | Pesi leggeri            | Ignacio Bahamondes | batte           | Christos Giagos      | KO (calcio alla testa)                               | 1               | 3:34            | POTN            |
|                  | Pesi leggeri            | Charlie Campbell   | batte           | Trevor Peek          | Decisione unanime (30–27, 30–27, 30–27)              | 3               | 5:00            |                 |
| Card Preliminare |                         |                    |                 |                      |                                                      |                 |                 |                 |
|                  | Pesi welter             | Alex Morono        | batte           | Court McGee          | Decisione unanime (29–28, 29–28, 29–28)              | 3               | 5:00            |                 |
|                  | Pesi massimi            | Łukasz Brzeski     | batte           | Valter Walker        | Decisione unanime (29–28, 29–28, 29–28)              | 3               | 5:00            |                 |
|                  | Pesi gallo femminili    | Norma Dumont       | batte           | Germaine de Randamie | Decisione unanime (29–28, 29–28, 29–28)              | 3               | 5:00            |                 |
|                  | Pesi gallo              | Victor Hugo        | batte           | Pedro Falcão         | Decisione unanime (30–27, 29–28, 29–28)              | 3               | 5:00            |                 |
|                  | Pesi gallo              | Jean Matsumoto     | batte           | Dan Argueta          | Sottomissione (guillotine choke)                     | 2               | 4:59            |                 |
|                  | Pesi medi               | César Almeida      | batte           | Dylan Budka          | KO tecnico (pugni)                                   | 2               | 2:13            | POTN            |
|                  | Catchweight (138.5 lbs) | Nora Cornolle      | batte           | Melissa Mullins      | KO tecnico (ginocchiata al corpo e calci alla testa) | 2               | 3:06            |                 |

## Premi
I lottatori premiati ricevettero un bonus di 50.000 dollari.
Legenda:
- FOTN: Fight of the Night (vengono premiati entrambi gli atleti per il miglior incontro dell'evento)
- POTN: Performance of the Night (viene premiato il vincitore per la migliore performance dell'evento)